# Johann Christoph von Billerbeck
Hans Christoph von Billerbeck (* 3. März 1703 in Hohenwalde; † 20. Juli 1777 in Golz) war ein preußischer Generalleutnant, Ritter des Ordens Pour le Mérite sowie Erbherr auf Hohenwalde, Golz und Janicker.

## Herkunft
Seine Familie stammt aus Pommern. Sein Vater war Kaspar von Billerbeck († 1709), Herr auf Janikow (Janicker).

## Leben
Seine Karriere begann er 1718 als Gefreiterkorporal im Infanterieregiment „Anhalt-Zerbst“. Bis 1735 stieg Billerbeck zum Premierleutnant auf. Im Ersten Schlesischen Krieg erwarb er sich bei der Erstürmung von Glogau den Orden Pour le Mérite und nahm an den Schlachten von Mollwitz und Chotusitz teil. Seit August 1743 Stabskapitän, kämpfte er im Zweiten Schlesischen Krieg in der Schlacht bei Hohenfriedeberg. Im September 1745 wurde Billerbeck Kapitän und erhielt eine Kompanie.
Im Siebenjährigen Krieg wurde Billerbeck im September 1758 zum Oberstleutnant und im Dezember 1758 zum Oberst befördert. Er kommandierte seit Juni 1756 als Major ein Grenadierbataillon, das sich aus den Grenadierkompanien der Infanterieregimenter „von Amstel“ und „von Bülow“ zusammensetzte. Billerbeck kämpfte im Jahr 1757 mit seinem Bataillon in den Schlachten von Reichenberg, Prag, Kolin und in der Schlacht bei Leuthen. Im Kriegsjahr 1758 geriet er bei der Belagerung von Olmütz im April verwundet in österreichische Gefangenschaft, aus der er durch Gefangenenaustausch frei kam, um danach im Juli im Gefecht von Domstadtl und im August in den Schlachten bei Zorndorf und im Oktober bei Hochkirch dabei zu sein. Im Jahr 1759 bei Kunersdorf erneut verwundet, kämpfte er 1760 bei Liegnitz, im November 1760 bei Torgau und im Oktober 1762 bei Freiberg.
Nach Kriegsende übernahm Billerbeck im August 1763 das Kommando des Infanterieregiments „von Queis“. Friedrich der Große ernannte ihn am 20. Mai 1764 zum Generalmajor und verabschiedete ihn am 24. Mai eingedenk seiner mehrfachen Auszeichnungen und Verwundungen mit einer Pension von 1000 Talern. Als Friedrich 1772 bei einer Reise durch Pommern der schlechte Zustand der Güter Billerbecks bekannt wurde, unterstützte er ihn finanziell. Eine besondere Ehre gewährte Friedrich ihm 1777 durch die Beförderung zum Generalleutnant.

## Familie
Billerbeck war mit Maria Elisabeth von Novisadi verheiratet, mit der er mehrere Kinder, alle Söhne wurden preußische Offiziere:
- Karl (1738–1780), Hauptmann ⚭ N.N. von Wedel
- Barbara Sabine (* 1739) ⚭ 1751 Johann Christoph von Eickstedt (1702–1790), Herr auf Warsin[1]
- Karl Ludwig (1740–1761), Leutnant, gefallen bei der Belagerung Kolbergs
- Ewald Sigismund (* 1742), Leutnant
- Moritz Karl August Wilhelm (1752–1794), Kapitän, Herr auf Hohenwalde und Janikow ⚭ 1781 Luise Wilhelmine Tessina von Ramin (1762–1796)